# 22561 Miviscardi
22561 Miviscardi este un asteroid din centura principală de asteroizi.

## Descriere
22561 Miviscardi este un asteroid din centura principală de asteroizi. A fost descoperit pe 18 aprilie 1998 la Socorro, New Mexico, în cadrul proiectului LINEAR. Asteroidul prezintă o orbită caracterizată de o semiaxă mare de 2,25 ua, o excentricitate de 0,09 și o înclinație de 7,2° în raport cu ecliptica.